# イアン・コンドリー
イアン・コンドリー（Ian Condry、1965年3月6日 - ）は、アメリカ合衆国の文化人類学者。1987年、ハーバード大学を卒業し（B.A.：行政学）、1999年、イェール大学から人類学でPh.D.を取得した。現在は、マサチューセッツ州ケンブリッジのマサチューセッツ工科大学(MIT)で、日本文化研究講座の教授。
最初の人類学関係の著書『日本のヒップホップ―文化グローバリゼーションの〈現場〉(Hip-Hop Japan: Rap and the Paths of Cultural Globalization)』で、コンドリーは人種、ジェンダー、言語、音楽史、現在の文化をめぐる政治など、日本のヒップホップ・シーンに関わるあらゆる問題を取り上げて論じた。コンドリーによれば、パフォーマンスに関係する場所、例えば、レコーディング・スタジオやナイトクラブなどは、文化のグローバル化を主導する特定の経路として機能しているのだという。コンドリーは、こうした場所をより丁寧に観察していくことから、グローバル/ローカル、生産者/消費者、芸術家/産業などの間で生じているやりとりを、よりよく理解できるようになると考えている。